# Mastilius immaculatus
Mastilius immaculatus is een keversoort uit de familie Mycteridae. De wetenschappelijke naam van de soort is voor het eerst geldig gepubliceerd in 1908 door Pic.